# كانديس نيوميكر
كانديس نيوميكر، ضحية العنف ضد الأطفال كانت بعمر العاشرة حين تمّ خنقها حتى الموت في أحد جلسات علاج التعلق التي تستخدم العلوم الزّائفة لتعزيز الارتباط العاطفي. الجلسة استمرت 70 دقيقة. هذا الإجراء تمّ لعلاج الانحسار النّفسي لمساعدة الأطفال الذين علاقتهم بأهلهم غير جيدةٍ. تمّ تثبيت كانديس تحت بطانيةٍ عن طريق أربع راشدين. وتمّ طلب منها أنْ تُخرج نفسها من هناك في عمليةٍ تحاكي الولادة لتشجيعها على إعادة توطيد علاقتها بأمّها. رغم أنَّ كانديس صرخت كثيرًا أنّها لا تستطيع التّنفس وكانت على وشك الموت ولكن بدون نتيجةٍ.
بل إنّ إحدى المعالجات (جوليا بوندر) حتى قامت بالسّخرية منها قائلةً(هيا موتي .. موتي فعلًا) وبعد أربعين دقيقةً من هذا الخنق قالت كانديس كلمتها الأخيرة وتوقفت عن الحركة ومع ذلك استمرت بوندر بالصّراخ والسّخرية منها قائلة:(متخاذلة .. متخاذلة .. أنت متخاذلة).